# Begonia geranioides
Begonia geranioides es una especie de planta perenne perteneciente a la familia Begoniaceae.

## Descripción
Es una planta	tuberosa, a menudo hierba sin tallo, perennifolia. Con varias hojas de corona, pecíolos de hasta 20 cm de largo suborbiculares, la hoja de hasta 8 x 11 cm, base profundamente cordada, ápice muy obtuso, margen con frecuencia lobulado irregularmente, oscuramente crenado, y en general el pecíolo escasamente vestido con largos pelos blancos, verde claro, juveniles a veces con manchas blancas, las venas a menudo rosadas o rojizas. La floración se produce en tallos de hasta 30 cm de altura, a menudo mucho más cortos, por lo general sin hojas, de vez en cuando con algunas hojas similares pero más pequeñas que las radicales, glabras o pilosas, a menudo escasamente rosadas o rojizas, las brácteas de dos en dos , ovadas. Flores de 2-3 cm de diámetro, de color blanco puro, tépalos de 3 flores generalmente 4. Frutas 3 aladas, cuneiformes en líneas generales, de alrededor de 2 x 2 cm de lado la parte más ancha de las alas.

## Distribución
Se encuentra en Sudáfrica confinada a los bosques entre aproximadamente 600 y 1 375 m sobre el nivel del mar en el centro-sur de Natal a la frontera cerca de Weza, KwaZulu-Natal. 

## Hábitat
Crece en los bancos de tierra húmeda y paredes rocosas, a menudo formando grandes colonias. Florece principalmente de diciembre a marzo.
Se reconoce fácilmente por su penacho de hojas suborbiculares peludas. La planta puede ser más pequeña bajo condiciones secas.

## Taxonomía
Begonia geranioides fue descrita por Joseph Dalton Hooker y publicado en Botanical Magazine 92, pl. 5583. 1866.